# Mimosa barberi
Mimosa barberi är en ärtväxtart som beskrevs av James Sykes Gamble. Mimosa barberi ingår i släktet mimosor, och familjen ärtväxter. Inga underarter finns listade i Catalogue of Life.